# Asphadastis
Asphadastis és un gènere monotípic d'arnes de la família Crambidae. Conté només una espècie, Asphadastis cryphomycha, que es troba a Java.